# Diostracus makiharai
Diostracus makiharai är en tvåvingeart som beskrevs av Saigusa 1984. Diostracus makiharai ingår i släktet Diostracus och familjen styltflugor.
Artens utbredningsområde är Nepal. Inga underarter finns listade i Catalogue of Life.